# Жажда смерти 2
«Жажда смерти 2» (англ. Death Wish II) — кинофильм, сиквел фильма «Жажда смерти».

## Сюжет
Пол Керси с дочерью Кэрол переезжает в Лос-Анджелес. Казалось, в душевном состоянии девушки наметилась тенденция к лучшему, но однажды бандиты нападают на его дом, насилуют экономку и берут в заложники дочь. При попытке бегства Кэрол случайно погибает. Пол отказывается сотрудничать с полицией, вместо этого он достаёт свой пистолет, меняет одежду и снимает комнату в бедном районе города.
В одну из ночей Пол находит одного из бандитов — Стомпера, занимающего продажей наркотиков. Керси убивает его спутника, затем, заметив у Стомпера на груди крест, Пол спрашивает его:

— Веришь в Христа? 

— Да… 

— Сейчас с Ним встретишься!

После этого Керси убивает Стомпера. В другой раз Пол натыкается на банду из четырёх негров, пытающихся изнасиловать белую женщину. В одном из них Керси узнаёт другого налётчика — Джайвера. Пол убивает всех четверых, а приехавшей на место происшествия полиции жертвы дают противоречивые показания, при этом прямо винят полицейских, что не они, а неизвестный спас их.
В Лос-Анджелес приезжает Френк Очоа, который получает от своего руководства приказ «убрать» Керси. Здесь он выходит на след Пола, а тот, в свою очередь, находит трёх других налётчиков — Нирвану, Каттера и Панката, которые в городском парке пытаются обменять наркотики на оружие. Между ними начинается перестрелка, в которой Очоа погибает. Перед смертью он завещает Полу убить единственного оставшегося в живых бандита — Нирвану.
За Нирваной начинается охота, в которой Керси приходится конкурировать с полицией. Нирвану арестовывают и помещают на принудительное психиатрическое лечение. Пол подделывает документы и проникает в больницу. Между ним и Нирваной происходит драка, во время которой преступник рукой попадает в аппарат для электрошока и погибает. А Полу санитар позволяет покинуть больницу… Однако, узнав обо всём произошедшем, с Керси порывает его невеста Джери.

## В ролях
- Чарльз Бронсон — Пол Керси
- Джилл Айрленд — Джери Николс
- Винсент Гардения — детектив Френк Очоа
- Дж. Д. Кэннон — следователь из Нью-Йорка
- Энтони Франчоза — Герман Балдвин
- Бен Фрэнк — лейтенант Манкиевич
- Робин Шервуд — Кэрол Керси
- Сильвана Галлардо — Розария
- Роберт Ф. Лайонс — Фред МакКензи
- Майкл Принц — Эллиот Кэсс
- Дрю Снайдер — комиссар Хоукинс
- Пол Ламберт — полицейский комиссар из Нью-Йорка
- Томас Ф. Даффи — Нирвана
- Кевин Мейджор Ховард — Стомпер
- Стюарт К. Робинсон — Джайвер
- Лоренс Фишберн — Каттер
- Э. Ламонт Джонсон — Панкат
- Пол Коми — сенатор МакЛин
- Фрэнк Кампанелла — судья Нил А. Лейк
- Хью Уорден — служитель на похоронах
- Лесли Грейвс

## Награды
- Номинация на «Золотую малину» в 1983 году за худшую музыку к фильму.